# Coleotichus
Coleotichus is een geslacht van wantsen uit de familie van de Scutelleridae (Pantserwantsen). Het geslacht werd voor het eerst wetenschappelijk beschreven door White in 1839.

## Soorten
Het genus bevat de volgende soorten:

- Coleotichus adamsoni Van Duzee, 1932
- Coleotichus artensis (Montrouzier, 1858)
- Coleotichus bakeri Taeuber, 1929
- Coleotichus biroi Schouteden, 1905
- Coleotichus blackburniae White, 1881
- Coleotichus borealis Distant, 1899
- Coleotichus breddini Schouteden
- Coleotichus bulowi Schouteden, 1905
- Coleotichus costatus (Fabricius, 1787)
- Coleotichus excellens Walker, 1867
- Coleotichus fuscus Vollenhoven, 1863
- Coleotichus marianensis Usinger, 1946
- Coleotichus ornamentifer Bergroth, 1915
- Coleotichus sumatranus Breddin, 1900